# Эртц, Джули
Джули Бет Эртц (англ. Julie Beth Ertz; урождённая Джонстон, Johnston; род. 6 апреля 1992, Финикс) — американская футболистка, выступающая за «Энджел Сити» и сборную США по футболу.
Эртц играла в студенческой лиге во время обучения в университете Санта-Клары в Бронкосе с 2010 по 2013 годы. На драфте 2014 года её выбрал клуб «Чикаго Ред Старз» под третьим номером. Эртц становилась со сборной чемпионкой мира в 2015 и 2019 годах.
После смены амплуа на центрального полузащитника, Эртц стала футболисткой года в США. Эртц снова была номинирована на эту награду в 2018 году и второй раз выиграла личный трофей в 2019 году.

## Ранние годы
Джули родилась в Месе в семье Кристи и Дэвида Джонстонов. Детство провела c сестрой Мелани. Сестры Джонстон играли за футбольный клуб «Серено» в Фениксе; Джули играла за команду девушек 1992 года рождения, а Мелани — за команду 1990. «Серено» был известным на всю страну клубом, выпускники которого продолжали играть в колледжах, профессиональных командах и национальных сборных. Эрц играла с 2004 по 2010 годы за команды различных возрастных категорий (от 13 до 19 лет). За время своего пребывания там она выиграла титул штата девять раз и стала капитаном команды.
Эртц училась в Средней школе Добсон в Месе с 2006 по 2010 годы, где все четыре года была волонтером студенческого спортивного тренера. Она никогда не играла за футбольную команду в школе, вместо этого предпочитая уделять время игре за «Серено». Находясь в Добсоне, Эрц был членом National Honor Society.

### «Санта-Клара Бронкос», 2010—2013
Эртц училась в университете Санта-Клары в Бронкосе, изучая коммуникации. Она играла в местной женской команде на позиции полузащитника. В 2010 году, будучи первокурсницей колледжа, она сыграла в 20 играх, проведя на поле 1519 минут. В конце сезона она были лидером команды по результативным передачам (5) и заняла третье место по количеству ударов по воротам в команде (31). Она стала новичком года в лиге и получила ряд других личных наград.
В следующем году Эртц забила девять мячей и отдала четыре передачи за «Бронкос». Она забила четыре победных гола и выиграла несколько индивидуальных трофеев
В 2012 году Эртц стала лучшим бомбардиром «Бронкоса» с восемью голами. По отданным результативным передачам она стала второй в клубе (5). Также она забила три победных гола и оформила голевую передачу в первом раунде женского футбольного турнира NCAA в матче против штата Лонг-Бич. Она была удостоена ряда личных наград, в том числе приза лучшей молодой футболистке года.
В 2013 году Эртц забила 12 голов, из которых четыре оказались победными. В конце сезона она вновь получила ряд наград, среди которых было звание лучшего игрока года по версии лиги. В студенческом футболе Эртц сыграла 79 матчей и забила 31 мяч за «Бронкос».

## Клубная карьера

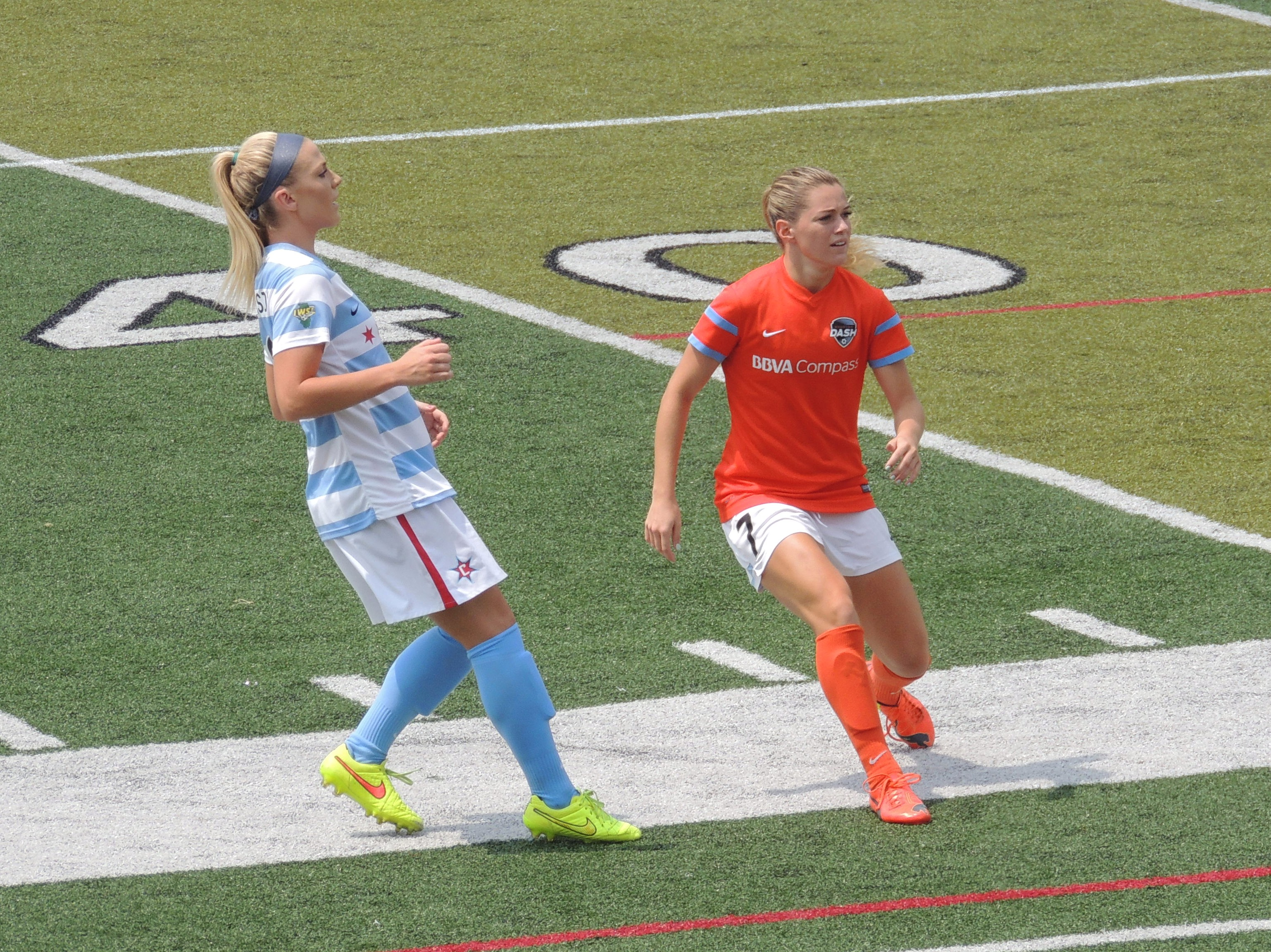
Эртц во время матча против «Хьюстон Дэш» 26 июля 2014

### «Чикаго Ред Старз», 2014-2021
17 января 2014 года Эртц была выбрана клубом «Чикаго Ред Старз» на драфте, став третьим номером. Впоследствии она подписала контракт с командой на сезон 2014 года. Она впервые выступила за команду 19 апреля в матче против «Вестерн Нью-Йорк Флеш». Она забила единственный мяч в матче на 59-й минуте. В сезоне 2014 года Эртц забила два гола, «Ред Старз» заняли пятое место в регулярном сезоне и не вышли в плей-офф По итогам сезона 2014 года Эртц стала новичком года.
В 2015 году Эртц пропустила почти половину сезона из-за игры в сборной США на чемпионате мира в Канаде. Она вернулась 22 июля во время матча против «Бостон Брейкерс», который закончился победой со счётом 2:1. В сезоне 2015 года она сыграла 11 матчей за «Ред Старз», проведя на поле 990 минут. «Ред Старз» заняли второе место в регулярном сезоне и встретились с «Канзас-Сити» в полуфинале 13 сентября. и проиграли со счётом 0:3 По итогам сезона 2015 года Эртц попала в символическую сборную лиги.
Эртц провела двенадцать матчей за «Ред Старз» в сезоне 2016 года, прежде чем покинула расположение клуба для подготовки к летним Олимпийским играм 2016 года в Рио-де-Жанейро.
В сезоне 2017 Эртц попробовала новое амплуа, начав играть на позиции атакующего полузащитника. Она забила победный гол с «Канзас-Сити». Эртц вновь вошла в состав символической сборной лиги, хотя «Ред Старз» второй год подряд вылетели в полуфинале плей-офф
Эртц пропустила начало сезона 2018 из-за восстановления после травмы колена, полученной на SheBelieves Cup 2018. Первая игра для неё состоялась 28 апреля против «Вашингтон Спирит», завершившейся со счётом 1:1. В 2018 году Эртц провела 15 матчей, «Ред Старз» вновь вышел в плей-офф и снова проиграл в полуфинале.

### «Энджел Сити» (2023-н.в.)
В 2023 году в качестве свободного агента стала игроком клуба «Энджел Сити». Дебют состоялся в апреле в матче против «Сан-Диего Вейв».

## Международная карьера

### Молодежные сборные
В 2009 году Эртц вызвали на тренировочные сборы национальной сборной до 18 лет, которые проходили с 30 мая по 7 июня в «Хоум Депот Центр» в Карсоне.
В 2012 году Эртц участвовала в международном турнире в Испании среди девушек до 20 лет и забила гол в ворота Швейцарии. Перед чемпионатом мира до 20 лет в 2012 году она уже провела 13 матчей за сборную и забила четыре гола. Эртц была капитаном сборной США на чемпионате мира в Японии. В главном турнире она забила один из голов в полуфинале против Мексики, который выиграли со счётом 4:0. В результате американки вышли в финал и выиграли золото, а Эртц помимо титула стала обладательницей бронзового мяча.
В 2013 году Эрц играла за сборную США до 23 лет на турнире Четырёх наций в Ла-Манге. США выиграли турнир, победив в финале Англию.

### Взрослая национальная сборная

#### Первые матчи, 2013—2014
Впервые Эртц была вызвана в национальную сборную в январе 2013 года на сборы в Шотландии Эртц впервые выступила за сборную в своем первом матче в году 9 февраля 2013 года против Шотландии. Она вышла на замену Бекки Сауэрбрунн на 83-й минуте, а США выиграли игру со счётом 4:1.
Эртц играла против Германии и Нидерландов в начале апреля. В матче против голландских футболисток Эртц забила гол на 73-й минуте, но судья отменил его из-за офсайда. Соединённые Штаты выиграли матч со счётом 3:1. В конце мая Эртц была включена в состав сборной против Канады 2 июня, но не вышла на поле в этой игре.
Эртц в начале 2014 года участвовала в сборах национальной сборной с 8 по 15 января. Эртц не попал в состав на мартовский кубок Алгарве 2014 года. В конце апреля Эртц был включена в список из 22 игроков на матч против Канады 8 мая, а также была заявлена на две игры против Франции 14 и 19 июня и Швейцарии 20 августа. Она вышла на замену Сауэрбранн во втором тайме, США победили в этой игре со счётом 4:1.
Эртц первоначально она не была включена в состав женского чемпионата КОНКАКАФ 2014 года, который служил квалификацией к женскому чемпионату мира по футболу 2015 года. Однако за день до первого матча команды на турнире Эртц заменила в составе травмированную Кристал Данн. Соединённые Штаты прошли квалификацию на чемпионат мира 2015 года после полуфинальной победы над Мексикой 24 октября. После квалификационного турнира КОНКАКАФ Эртц участвовала на международном турнире в Бразилии, который проходил с 10 по 21 декабря. Она один раз вышла на поле в игре 10 декабря против Китая, которая завершилась вничью 1:1. Финальная игра против Бразилии завершилась вничью 0:0, но титул турнира достался Бразилии, набравшей больше очков на групповом этапе.

#### Чемпионат мира 2015

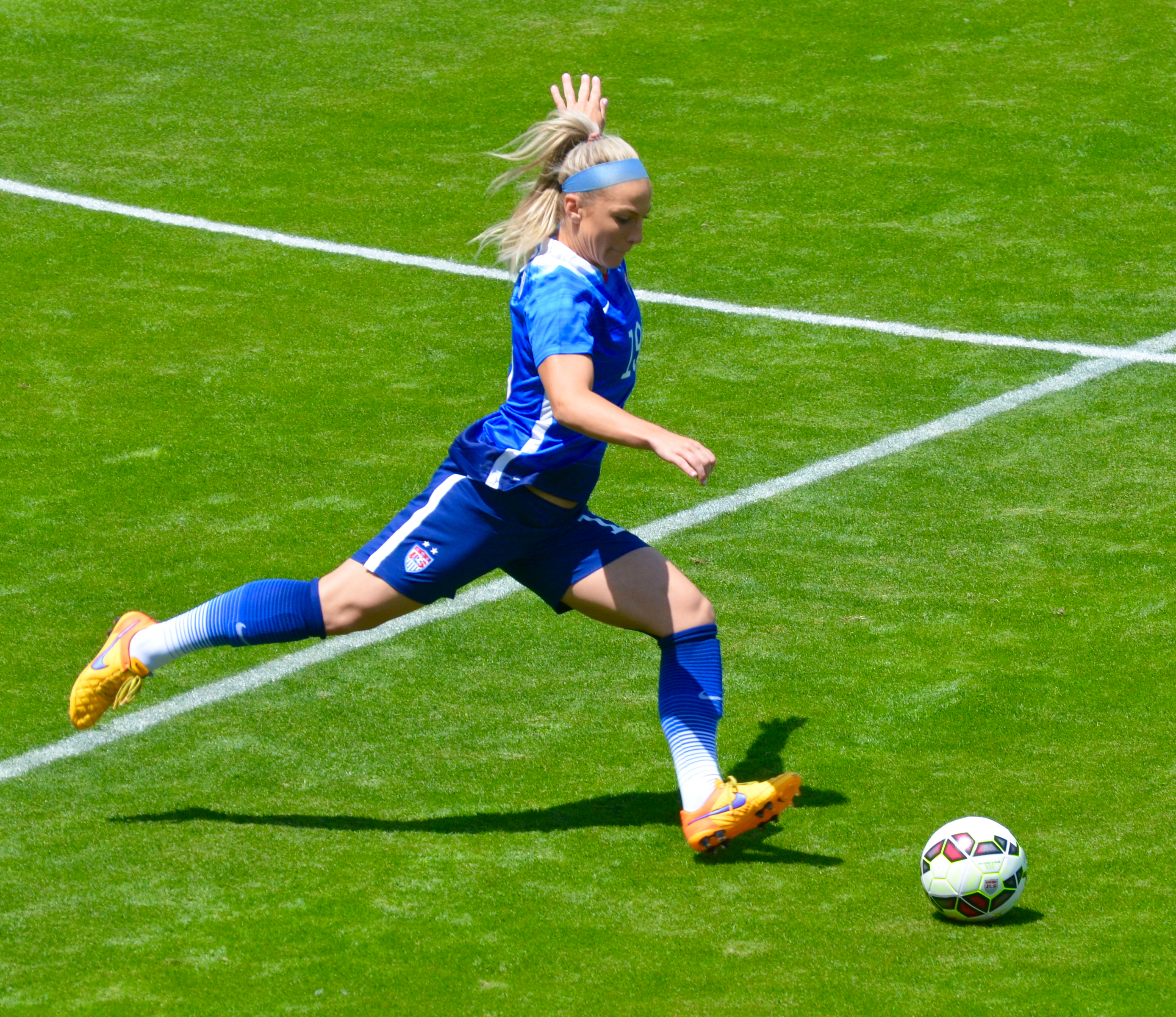
Во время товарищеского матча в 2015 году

Эртц участвовала в товарищеских матчах против Франции и Англии в середине февраля. 21 февраля Эртц была заявлена на Кубок Алгарве 2015 года в Португалии. Она играла с первых минут во всех матчах, в том числе в финале 11 марта против Франции. Во время игры Эртц забила свой первый международный гол на 7-й минуте, а США выиграли со счётом 2:0.
14 апреля Эртц вошла в состав сборной на чемпионат мира 2015. Она сыграла во всех семи матчах чемпионата мира. 30 июня на 59-й минуте полуфинального матча команды против Германии Эртц сбила в штрафной площади Александру Попп и получила жёлтую карточку. Селия Шашич не сумела забить пенальти, не попав в ворота. Соединённые Штаты выиграли матч со счётом 2:0 и вышли в финал чемпионата мира, а в финале против Японии на 52-й минуте Эртц при попытке заблокировать удар забила автогол. Тем не менее, Соединённые Штаты всё же выиграли финальный матч. По итогам турнира Эртц вошла в состав сборной всех звёзд чемпионата мира по футболу среди женщин. Она участвовала в «Победном туре» по стране, который начался в Питтсбурге 16 августа и завершился в Новом Орлеане 16 декабря.

#### Олимпийские игры 2016 года в Рио

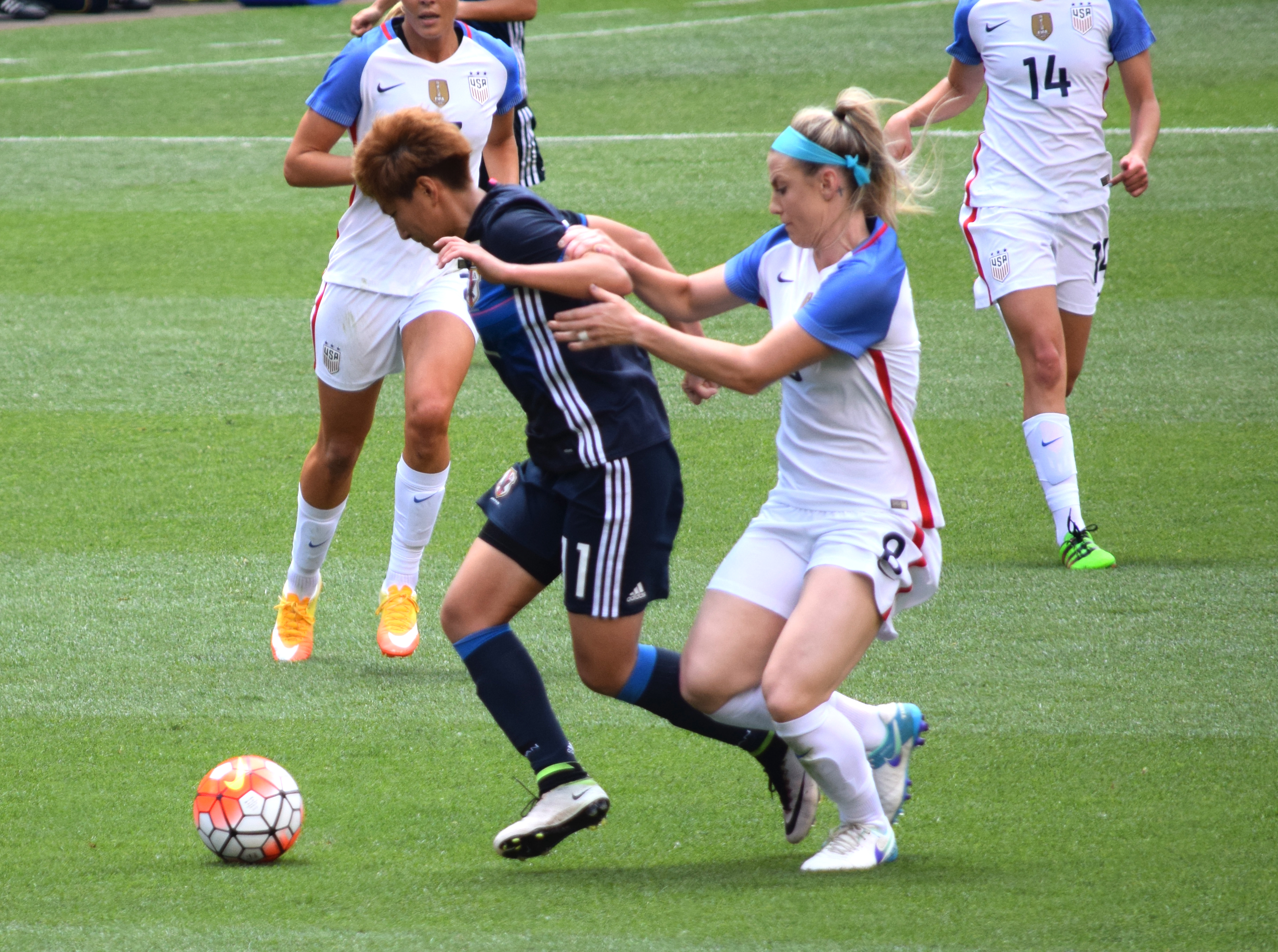
Эртц нарушает правила против Юики Сугасавы на 13-й минуте матча между США и Японией 5 июня 2016

Эртц была включена в число 20 игроков для участия в квалификационном женском олимпийском турнире КОНКАКАФ 2016 года. Соединённые Штаты квалифицировались на Олимпийские игры 2016 года в Рио-де-Жанейро, победив в полуфинале Тринидад и Тобаго 19 февраля. Соединённые Штаты выиграли турнир, победив Канаду со счётом 2:0 21 февраля.
Эрц был включен в состав сборной на турнир SheBelieves Cup 2016, который проходил с 3 по 9 марта. Она заменила Алекс Морган на 80-й минуте матча против сборной Англии и участвовала в двух других матчах турнира, помогая Соединённым Штатам выиграть Кубок, победив в финале Германию со счётом 2:1 в финальной игре.
Эртц была заявлена на товарищеские матчи против Колумбии в начале апреля. Во втором матче 10 апреля Эртц отыграла все 90 минут и забила два гола, а США победили со счётом 3:0. Эртц была заявлена на две игры против Японии в начале июня. Во втором матче забила гол на 27-й минуте.
12 июля Эртц был включена в сборную США на Олимпийские игры 2016 года в Рио-де-Жанейро. Она дебютировала на Олимпийских играх 3 августа в стартовом матче против Новой Зеландии. США одержали победу со счётом 2:0. В оставшихся двух групповых матчах команды она не появилась из-за боли в паху. Она вернулась на четвертьфинальный матч команды против Швеции, где сыграла всю игру, но американки в итоге проиграли по пенальти.

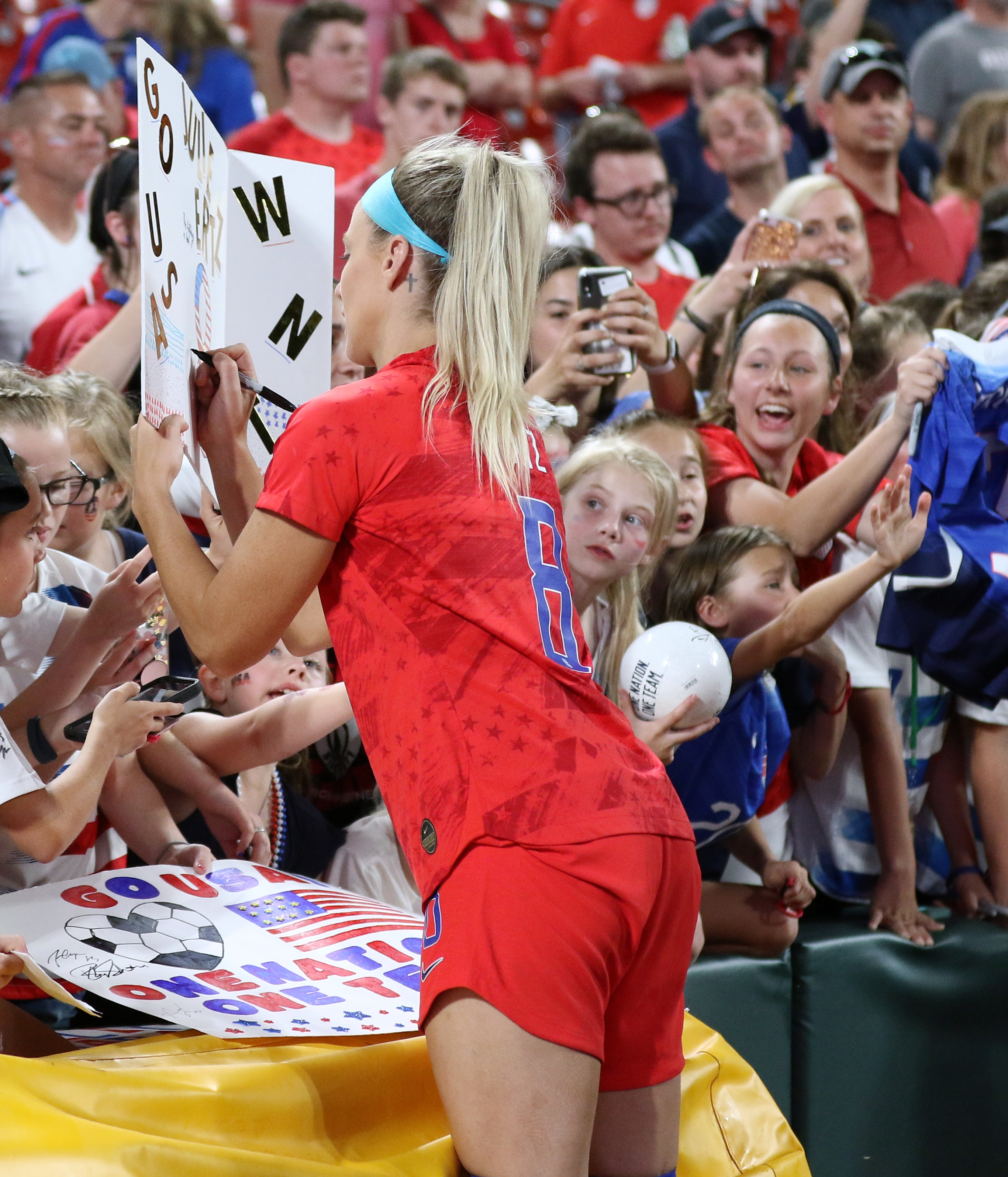
Эртц даёт автограф на плакате болельщика на товарищеском матче перед женским чемпионатом мира 2019

#### Чемпионат мира по футболу 2019
Начиная с 2017 года, Эртц сменила амплуа с центрального защитница на атакующего полузащитника. На это повлияли эксперименты с расстановками тренера Джилл Эллис. Эртц хорошо сыграла на этой позиции и в 2017 году стала футболисткой года в США.
В мае 2019 года она вошла в число 23 футболисток женского чемпионата мира 2019 во Франции, который стал вторым для Эртц Она забила в матче против Чили, который американки выиграли со счётом 3:0. Эртц также выиграла приз лучшего игрока года. Она была номинирована на этот приз вместе с товарищами по команде Роуз Лавель, Карли Ллойд, Алекс Морган, Алиссой Нихер и Меган Рапино.

#### SheBelieves Cup 2020
На SheBelieves Cup Эртц провела свой сотый матч за сборную. Это случилось 5 марта 2020 года в игре против Англии, которую американки выиграли со счетом 2:0.

## Личная жизнь
Эртц исповедует христианство. В феврале 2016 года она обручилась с игроком в американский футбол Заком Эртцом на бейсбольном стадионе Стэнфордского университета, где они впервые встретились. Они поженились 26 марта 2017 года на побережье Санта-Барбары.

## В культуре

### Видеоигры
В видеоигре FIFA 16 впервые в игру были включены женщины-игроки. В их числе оказалась и Джули Эртц.